# Okręg Chinon
Okręg Chinon (fr. Arrondissement de Chinon) – okręg w środkowej Francji, w departamencie Indre i Loara. Populacja wynosi 84 000.

## Podział administracyjny
W skład okręgu wchodzą następujące kantony:
- Azay-le-Rideau,
- Bourgueil,
- Chinon,
- l'Île-Bouchard,
- Langeais,
- Richelieu,
- Sainte-Maure-de-Touraine.